# Pandánotvaré
Pandánotvaré (Pandanales) je řád jednoděložných rostlin.

## Pojetí řádu
Pojetí řádu se v jednotlivých taxonomických systémech měnilo, i když asi o něco méně než v jiných případech. Některé taxonomické systémy sem řadily i čeledi orobincovité (Typhaceae) a zevarovité (Sparganiaceae), které systém APG II řadí pod lipnicotvaré (Poales). Nezelené Triuridaceae byly někdy řazeny do samostatného řádu Triuridales aj.

## Popis
Je to v drtivé většině řád s tropickým rozšířením, najdeme jen málo přesahů do teplejší části mírného pásu. Jsou to vytrvalé byliny, ale patří sem i hodně keřů i stromů "palmovitého" vzhledu. Většinou to jsou autotrofní zelené rostliny, jen čeleď Triuridaceae obsahuje nezelené heterotrofně se vyživující rostliny. Jsou zde jednodomé i dvoudomé rostliny. Listy jsou různého typu, jednoduché celokrajné, členěné i složené, žilnatina bývá dlanitá či souběžná. Okvětních lístků bývá 6, ale někdy i 4, 5 či jiné počty, u některých zástupců je okvětí zakrnělé nebo i chybí. Tyčinek je různý počet, někdy mnoho. Gyneceum je synkarpní, řidčeji apokarpní. V některých případech se vytváří husté plodenství či souplodí, nejčastějším typem plodu je bobule či tobolka, řidčeji měchýřek, nažka, peckovička.

## čeledi podle APG II
|  | Stemonaceae                                                                 |
|  |                                                                             |
|  | \| \| pandánovité - Pandanaceae \| \| \| \| \| \| Cyclanthaceae \| \| \| \| |
|  |                                                                             |
|  | pandánovité - Pandanaceae                                                   |
|  |                                                                             |
|  | Cyclanthaceae                                                               |
|  |                                                                             |

|  | pandánovité - Pandanaceae |
|  |                           |
|  | Cyclanthaceae             |
|  |                           |

|  | Stemonaceae                                                                 |
|  |                                                                             |
|  | \| \| pandánovité - Pandanaceae \| \| \| \| \| \| Cyclanthaceae \| \| \| \| |
|  |                                                                             |
|  | pandánovité - Pandanaceae                                                   |
|  |                                                                             |
|  | Cyclanthaceae                                                               |
|  |                                                                             |

|  | pandánovité - Pandanaceae |
|  |                           |
|  | Cyclanthaceae             |
|  |                           |